# Букатюк Олександр Миколайович
Олександр Миколайович Букатюк (нар. 9 квітня 1985, селище Битків Надвірнянський район Івано-Франківська область) — український поет, член Національної спілки письменників України, голова правління та керівник ГО «Літературна студія „Бистрінь“ імені Нестора Чира», місіонер 13 скликання Місійної школи Святого Апостола Павла, служитель греко-католицької харизматичної спільноти «Мир Вам», воїн 79-ї окремої десантно-штурмової бригади.

## Життєпис
Народився 9 квітня 1985 року в селище Битків, Надвірнянського району, Івано-Франківської області.
Голова правління та керівник ГО «Літературна студія „Бистрінь“ імені Нестора Чира», засновник та ініціатор «БІДЕНКО-ФЕСТу», тощо.
Лауреат Івано-Франківської міської премії імені Івана Франка. Активіст Майдану. Працював кореспондентом та відеооператором на Суспільному телебаченні «UA: Карпати». Учасник греко-католицької харизматичної спільноти «Мир Вам».

## Творчість
Поезії перекладені білоруською, англійською, французькою, польською та узбецькою мовами.
Друкувався в різних виданнях, антологіях.
Автор збірок поезій «Мадонна Майдану» та «Мадонна Миру», а також кількох рукописних книг поезії, які чекають на свій час для виходу у світ друком.
Член журі літературних конкурсів «Струни душі прикарпатської» імені Костянтини Малицької (м. Калуш, Івано-Франківщина) та «Бентежить душу батьківська земля» імені Григорія та Ганни Панченків (м. Ржищів, Київщина).
Організатор, співорганізатор, та модератор багатьох мистецьких та патріотичних заходів, конкурсів тощо.
Творче кредо: «писати — це дихати, дихати — це жити, жити — це любити».

## Відзнаки
- Лауреат Івано-Франківської міської премії імені Івана Франка у номінації «література», за поетичну збірку «Мадонна Майдану (очікування Різдва)».[2]
- Лауреат фестивалю поезії «Підкова Пегаса» (2018).[3]
- У 2019 році здобув стипендію Президента України для молодих письменників і митців.